# پادستو
latitudeپادستوlongitudeپادستو
پادستو (به انگلیسی: Padstow) یک شهرک در بریتانیا است که در انگلستان واقع شده‌است.

## خصوصیات
پادستو ۵٬۴۰۳ نفر جمعیت دارد.